# 鹤岗铁路
鹤岗铁路（工程名佳鹤铁路）是中华人民共和国黑龙江省佳木斯市至同省鹤岗市的一条单线电气化铁路，全长59km，该铁路在原鹤岗铁路的基础上改造。2022年12月26日，佳鹤铁路正式开通。

## 概况
鹤岗铁路位于黑龙江省东北部，原鹤岗铁路始建于1926年，铁路等级低、列车运行慢。
佳木斯至鹤岗铁路改造工程全长71.6公里，包括改造既有鹤岗铁路和绥佳铁路40.4公里，设计时速160公里，预留时速200公里运行条件；新建线路鹤立至大陆段31.2公里，设计时速200公里。全线设佳木斯、鹤岗南、鹤岗等8座车站，除鹤岗南站为新建车站外，其余均为既有车站改造。

## 历史
鹤岗铁路最初名为鹤立岗煤矿新兴铁路，为解决煤炭外运问题，鹤岗煤矿股份有限公司于1926年投资兴建矿山至松花江莲江口码头运煤铁路，1927年1月建成通车，1929年改称鹤立岗铁路。随着鹤立岗地名改为鹤岗，线路又更名为鹤岗铁路，1940年12月1日接入绥佳铁路。
1991年，因本线部分区间存有煤炭，线路东移2km，同时增设富力站，2013年全线更换为无缝钢轨。
为有效解决既有线线路标准低、列车运行慢等问题，2018年鹤岗市、黑龙江省政府和中国铁路总公司联合启动既有线提速改造项目，改造项目新建鹤立至大陆段单线电气化铁路。2018年5月7日，改造工程第一次环评信息公示。同年12月27日，改造工程获国铁集团和黑龙江省人民政府共同批复。
2019年1月4日，第二次环评信息公示，并公开征求意见稿。3月3日，黑龙江省生态环境厅批复了改造工程环境影响报告书。6月21日，改造工程正式开工建设。
2020年6月27日，全线进入架梁施工阶段。
2021年6月7日，佳鹤铁路全线最长特大桥，跨鹤大高速公路特大桥成功合龙。8月20日，工程正式进入铺轨施工阶段。9月，全线架梁工程全部完成。10月26日，全线铺轨贯通。11月30日，全线最大的站房，改建后的鹤岗站正式投入使用。
2022年5月15日，全线主体工程全部完成，进入静态验收阶段。6月1日，根据国铁集团有关通知，新建鹤立至大陆段纳入鹤岗铁路。同月30日，佳木斯至鹤岗铁路改造工程进入动态检测阶段；7月12日，动态检测完成。12月26日，全线正式开通。
2023年7月20日，哈尔滨局集团在鹤岗铁路开通定制票和计次票服务。

## 意义
改造工程通车后，鹤岗地区将实现与佳木斯等周边城市的快速连通，大幅缩短了运行时间，更好的促进资源型城市转型发展。